# Deutscher Theaterpreis Der Faust/Beste Sängerdarstellerleistung im Musiktheater
In der Kategorie Beste Sängerdarstellerleistung im Musiktheater wurde der Deutsche Theaterpreis Der Faust seit 2006 an folgende Sänger vergeben.

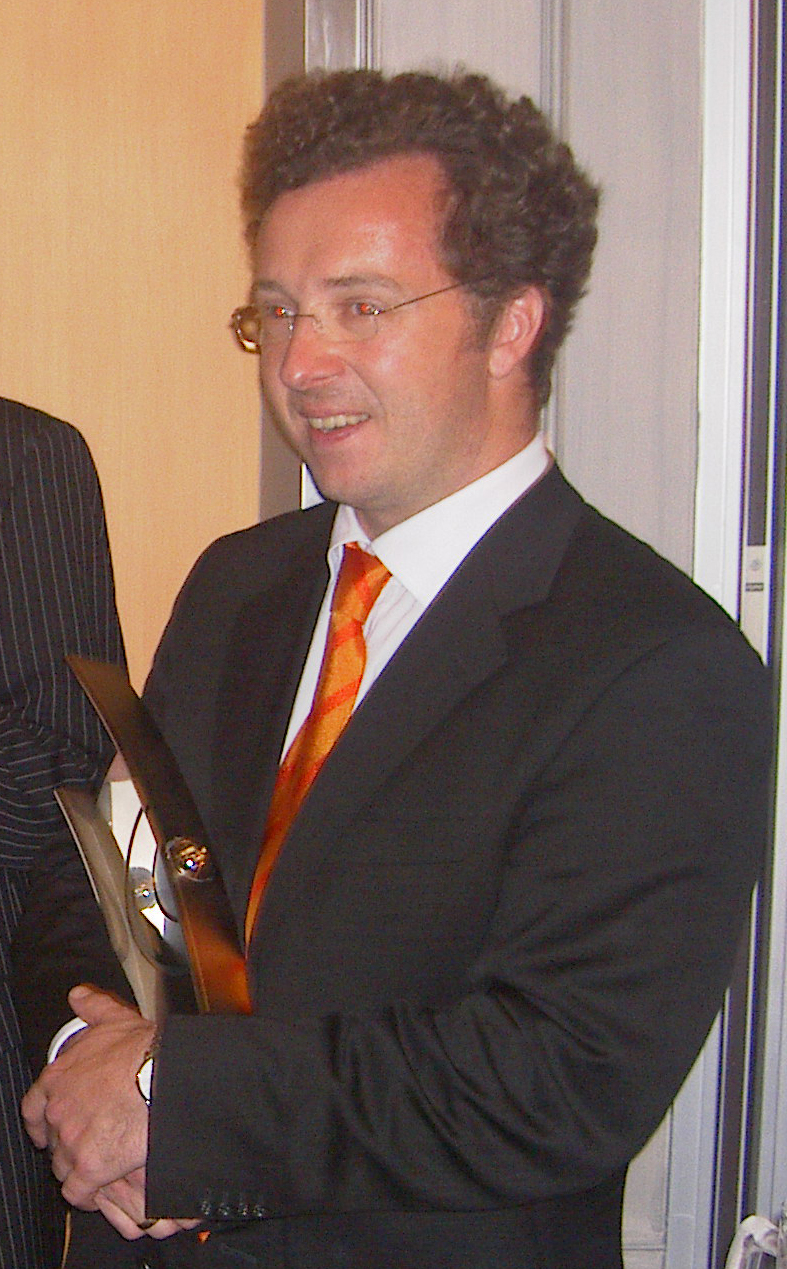
Christian Gerhaher (2004)

- 2006: Evelyn Herlitzius – Salome (Salome) – Dresdner Semperoper
- 2007: Angela Denoke – Salome (Salome) – Bayerische Staatsoper München
- 2008: Iris Vermillion – Penthesilea (Penthesilea) – Sächsische Staatsoper Dresden
- 2009: Michael Volle – Wozzeck (Wozzeck) – Bayerische Staatsoper München
- 2010: Eva-Maria Westbroek – Jenufa (Jenufa) – Bayerische Staatsoper München
- 2011: Claudia Barainsky – Medea in Medea – Oper Frankfurt in Koproduktion mit der Wiener Staatsoper
- 2012: Ana Durlovski – Amina in Die Nachtwandlerin – Oper Stuttgart
- 2013: Christian Gerhaher – Pelléas in Pelléas et Mélisande – Oper Frankfurt
- 2014: Evelyn Herlitzius – Elektra in „Elektra“ – Sächsische Staatsoper Dresden
- 2015: Barbara Hannigan – Marie in „Die Soldaten“ – Bayerische Staatsoper München
- 2016: Nicole Chevalier – Stella/Olympia/Antonia/Giulietta in „Les Contes d'Hoffmann“ – Komische Oper Berlin
- 2017: Gloria Rehm – Marie in „Die Soldaten“ – Staatstheater Wiesbaden
- 2018: Matthias Klink – Gustav von Aschenbach in „Tod in Venedig“ – Oper Stuttgart/Stuttgarter Ballett
- 2019: Johannes Martin Kränzle – Šiškov in „Aus einem Totenhaus“ – Oper Frankfurt
- 2020: Patrick Zielke – Baron Ochs in Der Rosenkavalier – Theater Bremen
- 2021: keine Vergabe aufgrund der COVID-19-Pandemie
- 2022: Marlis Petersen – Emilia Marty in Die Sache Makropulos – Staatsoper Unter den Linden
- 2023: Vera-Lotte Boecker – Nadja in Bluthaus – Bayerische Staatsoper München
- 2024: Asmik Grigorian – Salome in Salome – Hamburgische Staatsoper